# 新歩行者主義
新歩行者主義（New Pedestrianism、NP) は都市計画理論において、ニューアーバニズムよりもさらに理想主義的変化を遂げたもので、アメリカ人芸術家、住宅・造園・都市計画家、未来派芸術家、作家であるマイケル・アースによって1999年に提唱されたものである。
新歩行者主義はニューアーバニズムに関連した問題に取り組み、自動車の役割を軽減することに特に焦点をおき、社会・健康・エネルギー・経済・美学・環境といった様々な問題を解決するための試みであるが、新歩行者主義を利用している地域や新都市を「歩行者集落（Pedestrian Village）」と呼ぶ。
歩行者集落は自動車乗り入れほぼ禁止な街から、全ての住宅・ビジネス街の裏側に車のアクセスが可能な街へと多岐にわたるが、歩道は必ず前方に作られている。
ニューアーバニズムの大部分は従来の街路パターンと都市デザインの復興である。新歩行者主義は従来の都市デザインも尊重しているが、第二次世界大戦以後劇的に利用が高まった車の悪影響をさらに減少しようとしたものである。表の自動車道を除去し、歩行者用の並木道路にすることで、徒歩や自転車といった負担の少ない移動手段に重要性がおかれる。歩行者通路はたいてい5メートルほどの幅で、自転車、セグウェイ、スケートボードといったタイヤ付きの乗り物用に平らな面があり、歩行者と車椅子用に狭めで荒い質感の面がある。表側から自動車道を除去することで住民の生活に密着したプラザ、噴水、ミニ公園ができる。また湖、小川、歩行者集落内または境界にある森などの汚染されていない自然も残すことができる。巨大な公共部門が名所、におい、自動車の騒音のない環境を作り出したが、未だに自動車は隔離したネットワークとして機能している。
新歩行者主義はケニアの新都市キシマカヤやフロリダ州のタイガーベイビレッジでホームレス問題解決策として提案された。この他にも、現存する地域の復興や町外れの地域や新都市の空隙を埋めるためにもどこにでも使うことができる。

## 自動車
概要としては、新歩行者主義は環境に影響を与え街の造りを変えた自動車への反応である。マイケル・アースは「私たちの生活の質は、高度に統合された都市計画と設計のみ達成される清潔で安心で美しい環境の中で多種多様の身体的・心理的ニーズを得ることが出来るかどうかによって決まる。」と語る。自動車、道、駐車場、車庫や自動車関連のビジネスが土地の大部分を占め、それ以外のほぼ全ての構造を決めてしまうのであれば、大半のアメリカの都市は機能不全で堕落したスラム柱身から抜け出ることはなく、車でいっぱいのままとなるであろう。
毎年アメリカだけで600万件以上の自動車関連事故が起こり、およそ300万人の負傷者と4万2000人以上の死者が出る。世界的に見ると、毎年交通事故で約50万人の死者が出ている。
自動車への過度の依存と歩行者に適していない環境が原因となり、アメリカ人成人の3分の2が太り過ぎまたは肥満だとされている。アメリカ人は毎年約330億円をダイエットに費やしているにもかかわらず、その一方で未だに毎年30万人が太り過ぎを原因とする問題で亡くなっている。スプロール現象によって生じた都市・地方の地勢の悪化はまた、多岐にわたる弊害を起こし、基礎構造の高維持管理費の一員となっている。
大半のアメリカ人は家賃と同額くらいの金額を交通費に払い、より自動車へ依存している土地の住人は地域的総計（GRP、Gross Regional Product) の3倍以上もの金額を払っている。ヒューストン、アトランタ、ダラスの住民は、約23%のGRPを交通費に費やしているのに対し、ホノルル、ニューヨーク、ボルティモアの人々は9%、トロントの人々は7%である。これらの統計は90年代後半の原油価格の急騰の前に取られたもので、何割かの石油消費高の隠されたコストは含まれていない。

## エネルギー
アメリカでの石油生産は1970年にピークを迎えたが、今日では石油消費量のたった35%しか国内で生産されていない。アメリカは、アメリカに敵対心を持った国々から石油を購入する量が年々増えてきている。マイケル・アースや多くの人は、これが石油の豊富な国でのアメリカ軍国主義の増加と高まる貿易赤字の原因となっていると考える。新歩行者主義は、自動車での移動を必要としない地域や街を設計することによって、石油消費量を減らしていこうと努めていくものである。歩行者集落での毎日の用事や娯楽はほとんど徒歩や自転車移動での圏内で済むようになっている。新歩行者主義は集落の中心を高効率の公共交通機関につなげさえすればよいと主張する。
新歩行者主義の理想形としては消費量減少と再生可能エネルギーを利用することで、石油や他の限られたエネルギー源の必要性を減らすことである。特に高起電性細胞の価格が下がるにつれて、個々の住宅はソーラーパネルと太陽光給湯器が装備され、太陽光発電公園が地域全体のエネルギーを作り出すことが今後予測されている。エネルギーの必要性を減らし石油依存から遠ざかることで、健康・社会・経済・環境問題に対処していくことができるであろう。

## ホームレスのための新歩行者主義
2007年一月に、マイケル・アースは、彼の言う「現在のこの問題に対する応急処置」よりも安上がりな国の解決策の試作品として、ホームレスのための歩行者集落をフロリダ州ボルージア郡に作ることを提案した。タイガーベイビレッジは自動車乗り入れほぼ禁止となり、従来の二階建てのような建物の中にある多床兵舎からカトリーナ小屋まで、6種の住宅を備えている。また施設には湖、ラグーン、プール、ハイキングコース、公園、庭園や果樹園が付いている。そこの住民が集落の建設や維持を手伝い、社会に復帰する見込みのない精神障害たちの永住の地となるのである。そこでは一時的または永久的ホームレス両者の全てのニーズに答え、また集落は主要なバス路線際に作られている。設備は一般の人に厳選された労働者を提供する労務も含んでいる。集落は基本計画に基づいて設計されているが、建物の目的と計画は長年にわたって段階を踏みながら建てられながら再評価されていく。この提案はホームレスをどうするかという国民的な議論を煽り、その一方でいくつかの方面からは「ホームレスのリゾート地」や「強制収容所」と言われ、相手にされなかった。アースは、これは社会に溶け込んでいくべき低所得者向け住宅の解決策ではないということを十分に説明するよう心掛けている。

## 美学
新歩行者主義は、外観の悪く危険な表の通りを並木歩道と取り替えていく。歩道は直線的な公園制度で、全ての住宅や商店、公園、緑地帯、プラザ、中庭、小川、学校、娯楽施設などに直につながっている。これにより、公共・私用地所の見た目や過度の自動車依存による危険性によって価値が下がることがなくなるため、不動産の価値は恐らく上昇するであろう。別個の並木の碁盤状の車道も存在するが、必ず裏にあり、徒歩と自転車を主な交通手段とすることで見た目も悪く有害な車道を大幅に減らすことができる。歩行者集落では、建物が郊外スプロールによく見られる妨げのない静かで自動車乗り入れ禁止の道路近くに建てられるため、密度が高まる。そのため、建物のデザイン、平和で親密な公共の場や歩行者用に評価された美的価値観にさらに重きを置くことになる。

## 歴史
ニューアーバニズムのように、新歩行者主義は20世紀の第一四半世紀の間とそれに先立った、アメリカでよく見られるコンパクトで複合開発された地域に起源がある。新歩行者主義は、歩行者と乗り物を隔離することに焦点をおいた都市計画における以前の試みを取り入れ発展させていく。
ベニスなどの南カリフォルニアのいくつかの浜辺の地域では、1905年ごろには浜辺近辺で歩道が建設されていた。歩道は1～3メートルほどの幅で、住宅は歩道に面している。車は裏にある狭い路地を通った。ベニスにある水路は同時期に造られ、歩道と水路両方が家の前にあった。
都市計画家エベネザー・ハワードとパトリック・ゲデスは、1929年の自動車時代の幕開けに建設されたニュージャージー州ラドバーン市の設計おいて影響を与えた人物である。ラドバーン市は表に歩道、乗り物用通路が裏の多目的区に突き出る袋小路にある。ミシガン大学ジョン・ランシングによって行われた1970年の調査では、住民の47%もの人が徒歩で買い物をしていたのに対し、近辺の標準地域の住民は8%に留まっていることがわかった。また、全体的に見て、ラドバーンの住民は彼の研究した地域の中で最も自動車利用が少なかったことも判明した。ラドバーン市の設計はスウェーデン、英国、日本、ニュージーランド、オーストラリアで様々な形で複写されている。
「パセル・デル・リオ（Paseo del Rio、川の遊歩道）」としても知られているサンアントニオ川リバーウォークは1929年に着手された。ここでは、サンアントニオ川は水害対策を行い、おだやかな運河の両側に遊歩道、プラザ、喫茶店、レストラン、クラブ、お店、ホテルなどの施設が乗り物から完全に隔離された状態で並べられた。パセル・デル・リオは普通の通路の一段階下にあり、乗り物へのアクセスは運河の一段階上にある。
カリフォルニア州デイビス市のビレッジホームは1975年にマイケル、ジューディ・コーベット夫妻によって建てられた。70エーカーの土地に225の家と20のアパートがあり、太陽光デザインとソーラーパネルが加熱装置に利用されている。住宅の一面には両地帯を通過する歩行者用道路があり、その反対側には自動車でのアクセスが可能となっている。
新都市計画開発の行われたフロリダ州のローズマリービーチにもまた、あるいくつかの通りには住宅の前に板張り遊歩道がある。
2005年にマイケル・アースがニューオーリーンズの再建への対策の一部として新歩行者主義を提案した。

## 新歩行者主義についての映画
「ニューアーバンカウボーイ：マイケル・アースの労働（New Urban Cowboy: The Labors of Michael E. Arth）」は2007年に製作された、マイケル・アースがスラムを歩行者集落へと改装していく苦闘と新歩行者主義の哲学を説明した長編ドキュメンタリーである。
The Labors of Hercules: Modern Solutions to 12 Herculean Problemsは2008年にリリース予定。この長編ドキュメンタリーは同タイトルの本に基づいており、新歩行者主義に関連した社会問題にも取り上げている。

## 例
These are examples of New Pedestrianism-style Pedestrian Villages that represent the various types:
これらは、新歩行者主義を使った各種歩行者集落の例である。
1. カリフォルニア州ツーハーバー（Two Harbors, CA）: カリフォルニア州カタリーナ島に自動車乗り入れ禁止の歩行者集落を提案した。 1999年。
2. 「パセオ・デル・マー」カリフォルニア州サンタバーバラ（Paseo Del Mar, Santa Barbara, CA）. 駐車場が地下に隠された歩行者集落。1999年。
3. 「ガーデンビレッジ」テキサス州オースティン（Garden Village, Austin, TX）. ミューラー空港跡地を埋めるために提案された。
4. ダウンタウン・ディランド 史的ガーデン区（Downtown DeLand’s Historic Garden District）. 現存する地域を改良するために建てられた。2001-2007年。
5. ケニア キシマ・カヤ（Kisima Kaya, Kenya）. ケニアのナイロビ近郊に造られた新都市。2006年。
6. フロリダ州タイガーベイビレッジ（Tiger Bay Village, Florida）. ホームレス解決策として提唱された車の乗り入れのほとんどない歩行者集落。2007年。
7. ミシガン州マッキナク島（Mackinac Island, Michigan）. 新歩行者主義の具体的な知識はなかったものの、この島には523人の永住民が住み、何千人もの観光客が毎年訪れる。1800年代後半以降は島での自動車使用は禁止されている。